# روثا دائرية الأوراق
الروثا دائرية الأوراق (باللاتينية: Salsola cyclophylla) نوع نباتي يتبع جنس الروثا من الفصيلة القطيفية.

## الموئل والانتشار
موطنها جنوب المشرق العربي ومصر.